# Hans Leimeister
Johan Georg Leimeister (* 26. September 1875 in Bischbrunn; † 14. Februar 1946 in Pulling (Freising)) war ein deutscher Bibliothekar.

## Ausbildung
Leimeister kam als Sohn des Landwirts Valentin Leimeister und dessen Ehefrau Maria Elisabetha, geb. Schwab, zur Welt und wurde katholisch getauft. Nach Besuch der Volksschule in Bischbrunn erhielt er Privatunterricht, so dass er im Herbst 1890 die Aufnahmeprüfung für die 5. Klasse des humanistischen Gymnasiums in Münnerstadt bestand. 1894 wechselte er auf das humanistische Gymnasium in Aschaffenburg, an dem er noch im gleichen Studienjahr das Reifezeugnis erlangte.
Im Herbst 1895 nahm er an der Universität Würzburg ein Studium der klassischen Philologie auf. Von 1896 bis 1898 war er auf den Schlössern Greifenstein und Jettingen Hofmeister der beiden Söhne des Reichsrates Berthold Schenk von Stauffenberg. Anfang 1899 wurde er mit ministerieller Genehmigung als Präfekt in das Königlich Adelige Julianum in Würzburg aufgenommen, wo er über zwei Jahre wirkte. Infolge eines schweren Unglücksfalles musste er seine Stellung Pfingsten 1901 aufgeben und seine Studien für längere Zeit unterbrechen. Im Herbst 1903 bestand er das philologisch-historische Hauptexamen und schrieb sich zum Wintersemester 1903/04 an der Universität München ein, wo er bei Wilhelm von Christ, Otto Crusius, Adolf Furtwängler, Iwan von Müller, Carl Weyman und Eduard Wölfflin altphilologische und kunstgeschichtliche Vorlesungen hörte. Daneben beschäftigte er sich mit Quellenstudien zu Plutarchs Römerbiografien.
Am 3. Oktober 1904 trat er als Volontär in den Dienst der K. B. Hof- und Staatsbibliothek und bestand nach etwa anderthalbjähriger Praxis die bibliothekarische Fachprüfung. Neben dieser Tätigkeit hörte er weiter Vorlesungen und wurde im Sommer 1907 bei Weyman promoviert. Seine Dissertation trug den Titel Die Griechischen Deklinationsformen bei den Dichtern Persius, Martialis und Juvenalis.

## Bibliothekarische Tätigkeiten
Ab 1908 war Leimeister Assistent, ab 1909 Kustos an der Universitätsbibliothek Würzburg. 1913 kehrte er an die Münchner Hof- und Staatsbibliothek zurück, die bis 1944 Mittelpunkt seines beruflichen Wirkens blieb. 1921 wurde er zum Staatsoberbibliothekar befördert.
Große Verdienste erwarb er sich um den Main-Spessart-Raum durch die Zusammenstellung der Spessartbibliographie (Leimeister-Kartei), die mehr als 120.000 Titel umfasst und das gesamte gedruckte Schrifttum über den Spessart und den Untermain enthält. Sie befindet sich heute im Stadt- und Stiftsarchiv Aschaffenburg.
Leimeisters Wohnung befand sich im Haus Widenmayerstraße 3.